# MenuetOS
A MenuetOS (vagy röviden MeOS)  egy 100%-ig assembly programozási nyelv-en írt operációs rendszer a 32 és 64 bites x86 processzorra. A fejlesztéskor a gyorsaság, egyszerűség és hatékonyság volt a cél; ezért írták assemblyben (Flat Assemblerrel) – szemben a mai szokással, miszerint az operációs rendszerek nagy része magas szintű nyelveken készül, míg assemblyt csak a nagyon alapvető részeknél használnak. A MenuetOS eredetileg 32 bites rendszer volt, a 32 bites vonal (M32) legújabb verziója jelenleg[mikor?] a 0.85F, 64 bitesből (M64) a 0.99.88.
Kis mérete miatt rengeteg programmal együtt ráfér egy 1,44 MB-os hajlékonylemezre, és még grafikus felülete is van. A MenuetOS kezeli a TCP/IP hálózatokat (például internet), de csak kevés hálózati hardverhez van meghajtóprogram. Az operációs rendszer szabadon lefordítható, továbbfejleszthető, jelenleg 7 nyelven érhető el.

## Hálózat
A MenuetOS-nak vannak hálózati képességei és egy működő TCP/IP stackja. 
A hálózatkezeló kód nagy részét Mike Hibbett fejlesztette.